# هاینتسنباخ
هاینتسنباخ (به آلمانی: Heinzenbach) یک شهر در آلمان است که در راین-هونسروک واقع شده‌است. هاینتسنباخ ۴۲۶ نفر جمعیت دارد.